# Kate Upton
Katherine Elizabeth Upton (St. Joseph, 10 juni 1992) is een Amerikaans model en actrice. Ze verkreeg bekendheid door haar coverpagina in de Sports Illustrated Swimsuit Issue van 2011. Tijdens de bekendmaking van de cover in Las Vegas, werd Upton uitgeroepen tot Rookie of the Year.

## Biografie
Upton is geboren in St. Joseph, Michigan en opgevoed in Florida. Ze heeft drie zussen. Ze is een paardrijdster en heeft op nationaal niveau meegestreden om prijzen met haar paard Roanie Pony, waarmee ze uiteindelijk vijf kampioenschappen heeft gewonnen.

### Werk als model
In 2008 gaat Upton naar een casting in Miami voor Elite Model Management en tekent dezelfde dag nog een contract bij hen. Uiteindelijk verhuist ze naar New York, waar ze tekent bij IMG Models. Upton doet voor het eerst modellenwerk voor Garage, dan Dooney en Bourke. In de periode 2010-2011 is ze het gezicht van Guess. in 2011 verschijnt ze ook in de Sports Illustrated Swimsuit Issue. Hier is ze te zien in de Body paint sectie en wordt ze ook uitgeroepen tot Rookie of the Year. Sindsdien heeft ze modellenwerk gedaan voor Beach Bunny Swimwear en Victoria's Secret. In april 2011 gaat een internetvideo online waarop te zien is hoe Upton de "Dougie" doet tijdens een basketbalwedstrijd van de Los Angeles Clippers. De video ging viraal en heeft mede voor een boost in haar populariteit gezorgd.
In juni 2011 werd Upton verkozen tot Esquire Magazine's "The Woman Of The Summer".

### Privéleven
Upton is sinds november 2017 gehuwd met honkballer Justin Verlander.

### Films
| Jaar | Titel             | Rol                      |
| ---- | ----------------- | ------------------------ |
| 2011 | Tower Heist       | Mr. Hightower's Mistress |
| 2012 | The Three Stooges | Sister Bernice           |
| 2014 | The Other Woman   | Amber                    |
| 2017 | The Layover       | Meg                      |